# Hartmut Surmann

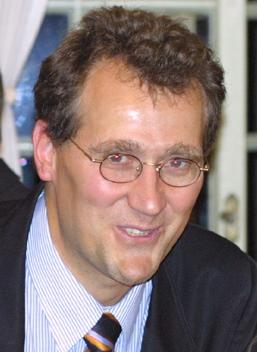
Hartmut Surmann (2002)

Hartmut Surmann (* 1963 in Dülmen) ist ein deutscher Informatiker, promovierter Elektroingenieur und Professor für Autonome Systeme an der Westfälischen Hochschule Gelsenkirchen Bocholt Recklinghausen und dem Fraunhofer-Institut für Intelligente Analyse- und Informationssysteme (IAIS, bis 6/2018). Sein Forschungsinteresse gilt der autonomen mobilen Robotik und der Computational Intelligence. 2009 leitete er das internationale Robotikteam zur Unterstützung der Feuerwehr nach dem Einsturz des historischen Stadtarchives in Köln, 2016 flog er Drohnenflüge in zwei Kirchen nach dem Erdbeben in Amatrice in Italien.

## Leben
Nach dem Abitur auf dem Clemens-Brentano-Gymnasium (Dülmen) studierte Hartmut Surmann von 1984 bis 1989 Informatik an der Universität Dortmund. Sein Studium schloss er mit der Diplomarbeit zur Untersuchung der Hardware-Fehlertoleranz ausgewählter assoziativer Speicherkonzepte basierend auf neuronalen Netzen ab. Anschließend von, 1990–1994, arbeitete er als wissenschaftlicher Mitarbeiter am Lehrstuhl für Bauelemente der Elektrotechnik bei Karl Goser, wo er über den automatischen Entwurf von Fuzzy-Systemen mittels genetischer Algorithmen und neuronaler Netze promovierte. 1994 wechselte er als Postdoc zur damaligen Gesellschaft für Mathematik und Datenverarbeitung (ab 1996 GMD-Forschungszentrum Informationstechnik, ab 2001 Fraunhofer-Institut für Autonome Intelligente Systeme, ab 2006 Fraunhofer-Institut für Intelligente Analyse- und Informationssysteme) nach Sankt Augustin. Dort fing er an sich mit Robotern, insbesondere mit autonomen mobilen Robotern zu beschäftigen und zu publizieren. Neben seiner wissenschaftlichen Arbeit am Campus Birlinghoven studierte er von 1995 bis 1998 Organisations- und Personalentwicklung an der Universität Dortmund. 2009 übernahm er Leitung des neu geschaffenem Lehr- und Forschungsgebiets Autonome Systeme an der Westfälischen Hochschule Gelsenkirchen Bocholt Recklinghausen. Von 2010 bis 2014 arbeitete er mit internationalen Partnern im von der EU geförderten Projekt an der Entwicklung von autonomen, mobilen Boden- und Luftrobotern, die 2012 nach dem schweren Erdbeben in Norditalien in Mirandola eingesetzt wurden. Von 2014 bis 2018 arbeitet er mit internationalen Partnern in dem von der EU geförderten Projekt Tradr. Die dort entwickelten Roboter wurden 2016 während des schweren Erdbebens in Amatrice / Italien eingesetzt. Hartmut Surmann ist Gründungs- und Präsidiumsmitglied des Deutschen Rettungsrobotik-Zentrums e.V. und arbeitet seit 2018 aktiv an dessen Aufbau mit. Im Rahmen des Projekts AI-Arena (ab 11/2019) beteiligt er sich bei der Einrichtung von KI-Laboren zur Qualifizierung im Rahmen von Forschungsvorhaben im Gebiet Künstliche Intelligenz. Im Februar 2021 wurden die Luftroboter bei dem schweren Industriebrand in Berlin-Marienfelde eingesetzt und lieferten die ersten Bilder des Innenraums von der gesperrten und einsturzgefährdeten Halle. Im Juli 2021 wurden die Flugroboter während der Hochwasserkatastrophe in Erftstadt-Blessem eingesetzt und im Februar 2022 bei dem Brand eines 50-Apartment-Wohnhauskomplexes in Essen.
Schüler von Hartmut Surmann mit eigenem Lehrstuhl sind Andreas Nüchter (Universität Würzburg) und Stefan May (Technische Hochschule Nürnberg).

## Auszeichnungen
Für seine Forschungsarbeiten erhielt Surmann zahlreiche Auszeichnungen, zum Beispiel den FUZZ-IEEE/IFES'95 robot intelligence award, den NC2001 best presentation award, den SSRR 2005 und 2017 best paper award und für seine Doktorarbeit den Preis der Deutschen KI Institute 1996.
Sein Roboter KURT3D wurde 2004 Vize-Weltmeister beim RoboCup-Rescue in Lissabon.